# Don't Worry Baby
«Don't Worry Baby» es una canción escrita por Brian Wilson y Roger Christian, producida por Brian Wilson y grabada por The Beach Boys. La canción alcanzó el puesto 26 en Cash Box.

## Sencillo
Esta canción es una balada con Brian en la voz principal. Fue publicada en el lado B del primer número uno en los Estados Unidos, "I Get Around". También se editó por separado en un lado A y logró alcanzar el puesto n.º 24 en los Estados Unidos. El sencillo fue publicado en los Estados Unidos en mayo de 1964 por Capitol Records. Fue editado un mes más tarde, en junio de 1964, en el Reino Unido.
Brian Wilson la considera como la respuesta masculina a la canción "Be My Baby" de The Ronettes.
La canción es sobre un adolescente que está de acuerdo con desafiar a un rival para defender su honor después del hecho de jactarse de su coche y la súplica de su novia para tomar su amor con él cuando lo desafía a correr.

## Publicaciones
Primero apareció en el álbum de estudio Shut Down Volume 2 de 1964, después fue compilada en el exitoso Endless Summer de 1974, en el compilado inglés 20 Golden Greats de 1976, en el álbum británico The Very Best of The Beach Boys de 1983, en el álbum estadounidense Made in U.S.A. de 1986, en el box Good Vibrations: Thirty Years of The Beach Boys de 1993, en Summer Dreams de 1993, la canción fue regrabada con Lorrie Morgan para el álbum de estudio Stars and Stripes, Vol. 1 de 1996, en The Greatest Hits - Volume 2: 20 More Good Vibrations de 1999, en el compilado The Very Best of The Beach Boys de 2001, en Classics selected by Brian Wilson de 2002, en el exitoso compilado Sounds of Summer: The Very Best of The Beach Boys de 2003, en el álbum inglés Platinum Collection: Sounds of Summer Edition de 2005, en el box de sencillos U.S. Singles Collection: The Capitol Years, 1962-1965 de 2008, en Summer Love Songs de 2009, en Fifty Big Ones: Greatest Hits de 2012 y en el box Made in California de 2013.

### En vivo
Por ser un éxito, "Don't Worry Baby" ha sido interpretada en vivo en muchas actuaciones de The Beach Boys, sin embargo solo una versión en vivo que apareció en The Beach Boys in Concert de 1973 fue editada al público.

## Versiones
Keith Moon, el baterista de The Who, hizo un cover de esta canción en su álbum de solista, Two Sides of the Moob.
Billy Joel hizo una versión de esta canción en An All-Star Tribute to Brian Wilson de 2001. Antes de que él la cantara, él mencionó que su hija, Alexa Ray Joel, le gusto la canción desde que vio la película Never Been Kissed y le dedicó esa canción.
Rivers Cuomo realizó un cover al rededor de 1993 el cual incluyó en su compilación de 2008 Alone II:The Home Recordings Of Rivers Cuomo de 2008

## Recepción
Esta en el puesto n.º 176 en la lista de las 500 mejores canciones de todos los tiempos de la revista Rolling Stone.